# Liste der Baudenkmäler in Trabitz

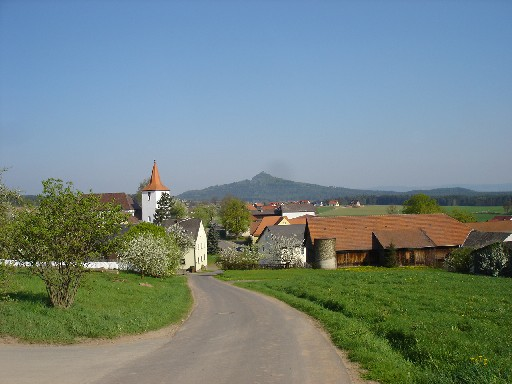
Blick auf Burkhardsreuth

Auf dieser Seite sind die Baudenkmäler in der Oberpfälzer Gemeinde Trabitz zusammengestellt. Diese Tabelle ist eine Teilliste der Liste der Baudenkmäler in Bayern. Grundlage ist die Bayerische Denkmalliste, die auf Basis des Bayerischen Denkmalschutzgesetzes vom 1. Oktober 1973 erstmals erstellt wurde und seither durch das Bayerische Landesamt für Denkmalpflege geführt wird. Die folgenden Angaben ersetzen nicht die rechtsverbindliche Auskunft der Denkmalschutzbehörde.

## Baudenkmäler nach Ortsteilen

### Trabitz
| Lage                         | Objekt                                            | Beschreibung | Akten-Nr.     | Bild |
| ---------------------------- | ------------------------------------------------- | --- | ------------- | ---- |
| Heindlhof 3, 4 (Standort)    | Ehemaliger Wirtschaftshof des Klosters Speinshart | Ehemaliges Meierhaus, dreigliedriger Walmdachbau mit zweigeschossigem Mittelpavillon und eingeschossigen Seitenflügeln, Wappenstein bezeichnet mit „1765“, um 1900 zum Gasthaus umgebaut Ehemalige Mühle, zweigeschossiger Walmdachbau, im Kern 1758, 1844 zur Glaspoliere umgebaut Drei zugehörige Ökonomiegebäude, zweifarbig gegliederte Sichtziegelbauten mit Walm- und Halbwalmdächern, 1903–04 und 1906 | D-3-74-148-1  | BW   |
| Kurbersdorfer Straße 2, 4 () | Wegkreuz                                          | Gusseisenkruzifix mit Beifigur auf hohem Granitsockel, wohl Ende 19. Jahrhundert | D-3-74-148-16 |      |

### Burkhardsreuth
| Lage                           | Objekt    | Beschreibung | Akten-Nr.    | Bild      |
| ------------------------------ | --------- | --- | ------------ | --------- |
| Burkhardsreuth 11 a (Standort) | Kirchturm | Gotischer Turm der ehemaligen Chorturmkirche mit Spitzhelm (Kirche Neubau von 1958) Friedhofsmauer, mit Rundbogenportalen, wohl 19. Jahrhundert, im Kern mittelalterlich; Drei neuromanische Grabdenkmäler an der Friedhofsmauer, letztes Viertel 19. Jahrhundert | D-3-74-148-3 | Kirchturm |

### Feilershammer
| Lage                          | Objekt                                           | Beschreibung | Akten-Nr.    | Bild |
| ----------------------------- | ------------------------------------------------ | --- | ------------ | ---- |
| Feilershammer 1, 2 (Standort) | Ehemaliges Hammerschloss des Klosters Speinshart | Zweiflügelbau, Südflügel, zweigeschossiger Walmdachbau mit Putzgliederungen und Madonnenfigur in Nische, Nordflügel, zweigeschossiger Halbwalmdachbau, 18. Jahrhundert | D-3-74-148-4 | BW   |

### Grub
| Lage                                            | Objekt              | Beschreibung | Akten-Nr.    | Bild |
| ----------------------------------------------- | ------------------- | --- | ------------ | ---- |
| Grub 3 (Standort)                               | Kapelle             | Steildachbau mit eingezogenem Rechteckchor und Giebelreiter, 1928; mit neugotischer Ausstattung Kruzifix, Gusseisenkruzifix mit Beifigur auf reliefiertem Sandsteinsockel, bezeichnet mit „1913“ | D-3-74-148-6 | BW   |
| Grub 5 (Standort)                               | Kapellenausstattung | Altar, Nischenfigur und Werksteingewände vom Vorgängerbau, Gewände bezeichnet mit „1819“; in moderner Kapelle                                                                                    | D-3-74-148-7 | BW   |
| an der Straße von Grub nach Pressath (Standort) | Sandsteinkreuz      | Mit eingekerbten Linien, mittelalterlich | D-3-74-148-8 | BW   |

### Kurbersdorf
| Lage                     | Objekt     | Beschreibung                                                   | Akten-Nr.    | Bild |
| ------------------------ | ---------- | -------------------------------------------------------------- | ------------ | ---- |
| Kurbersdorf 1 (Standort) | Wegkapelle | Steildachbau über rechteckigem Grundriss, wohl 18. Jahrhundert | D-3-74-148-9 | BW   |

### Preißach
| Lage           | Objekt    | Beschreibung | Akten-Nr.     | Bild |
| -------------- | --------- | --- | ------------- | ---- |
| In Preißach () | Wegkreuz  | kleines Gusseisenkruzifix auf hohem Sandsteinsockel, Ende 19. Jahrhundert                                           | D-3-74-148-14 |      |
| Auweg ()       | Bildstock | Granitschaft, Laterne mit segmentbogigen Bildfeldern, mit kleinem Gusseisenkruzifix, wohl 1. Hälfte 19. Jahrhundert | D-3-74-148-18 |      |

### Weihersberg
| Lage                     | Objekt                                                    | Beschreibung | Akten-Nr.     | Bild                                         |
| ------------------------ | --------------------------------------------------------- | --- | ------------- | -------------------------------------------- |
| Weihersberg (Standort)   | Katholische Kapelle Heiliger Franz von Paula              | Rundbau mit Glockenhaube, nach Westen quadratischer Vorbau mit in einen Spitzhelm übergehendem Pyramidendach mit Zwiebelhaubenabschluss, 18. Jahrhundert, Wappentafel bezeichnet mit „1871“; mit Ausstattung | D-3-74-148-10 | Katholische Kapelle Heiliger Franz von Paula |
| Weihersberg 1 (Standort) | Schloss                                                   | Dreigeschossiger Steildachbau mit polygonalem Treppenturm nach Süden, dreigeschossiger Gebäudeflügel mit Flachsatteldach nach Norden, zum Teil spätgotische Fenstergewände, Wappenstein bezeichnet mit 1766, im Kern 16. Jahrhundert; mit Ausstattung Schlossmauer, mit Resten von Wehrtürmen und Schießscharten, Bruchstein, im Kern mittelalterlich Ziehbrunnen, Schacht aus Sandsteinquadern, wohl 17. Jahrhundert | D-3-74-148-11 | weitere Bilder                               |
| Weihersberg 5 (Standort) | Wohnhaus, ehemals wohl Bedienstetenwohnhaus des Schlosses | Eingeschossiger Langbau mit Satteldach, 19. Jahrhundert, im Kern älter Torpfeiler, gequaderter Sandsteinpfeiler, wohl 18. Jahrhundert | D-3-74-148-12 | BW                                           |
| Weihersberg 7 (Standort) | Hausfigur heiliger Wendelin                               | Holz, farbig gefasst, wohl Anfang 19. Jahrhundert; in Segmentbogennische | D-3-74-148-13 | BW                                           |

### Keinem Gemeindeteil zugeordnet
| Lage            | Objekt    | Beschreibung | Akten-Nr.     | Bild |
| --------------- | --------- | --- | ------------- | ---- |
| Hoher Schlag () | Bildstock | Granitschaft mit abgefasten Kanten, Laterne mit rundbogigen Bildfeldern, darüber Metallkreuz, 18./Anfang 19. Jahrhundert | D-3-74-148-17 |      |

## Ehemalige Baudenkmäler
In diesem Abschnitt sind Objekte aufgeführt, die früher einmal in der Denkmalliste eingetragen waren, jetzt aber nicht mehr. Objekte, die in anderem Zusammenhang also z. B. als Teil eines Baudenkmals weiter eingetragen sind, sollen hier nicht aufgeführt werden. Aktennummern in diesem Abschnitt sind ehemalige, jetzt nicht mehr gültige Aktennummern.

| Lage                         | Objekt                             | Beschreibung                                       | Akten-Nr.    | Bild |
| ---------------------------- | ---------------------------------- | -------------------------------------------------- | ------------ | ---- |
| Trabitz Trabitz 2 (Standort) | Sogenanntes Mühl-Haus              | 18./19. Jahrhundert, Walmdachbau mit Steingewänden | D-3-74-148-2 | BW   |
| Grub Grub 2 (Standort)       | Wohnhaus, ehemaliges Wohnstallhaus | Um 1800                                            | D-3-74-148-5 | BW   |